# توماس دي توركيمادا
توماس دي توركيمادا (بالإسبانية: Tomás de Torquemada) (14 أكتوبر 1420 - 16 سبتمبر 1498)، هو راهب إسباني دومينيكاني عاش في القرن الخامس عشر للميلاد، وهو أول محقق عام في محاكم التفتيش في ذلك الوقت لمواءمة الممارسات الدينية مع ممارسات الكنيسة الرومانية الكاثوليكية في أواخر القرن الخامس عشر، والمعروفة باسم محاكم التفتيش الإسبانية. وقد كان هو الراهب الذي تعترف أمامه الملكة إيزابيلا وزوجها الملك فردناند. وصفه المؤرخ المعاصر سيبيستيان دي أولميدو بأنه «مطرقة الزنادقة، و نور إسبانيا، و حامي بلاده، و شرف مهنته».
ولد توماس دي توركيمادا لأسرة تعود أصولها إلى اليهود الذين تحولوا إلى المسيحية (الكونفرسوس). وبسبب الاضطهاد، وجد المسلمون واليهود في إسبانيا في ذلك الوقت أنه من الملائم اجتماعياً وسياسياً واقتصادياً التحول إلى الكاثوليكية (أنظر الكونفرسوس والمارانوس والمورسكيون). كان الملوك الإسبان في ذلك الوقت (الملك فرديناند والملكة إيزابيلا) يعتبرون وجود المتحولين السطحيين (أي اليهود السريين) تهديدًا للحياة الدينية والاجتماعية في إسبانيا. أدى هذا إلى أن يكون توركويمادا، والذي على الرغم من أسلافه من اليهود المتحولون إلى الكاثوليكية، أحد المؤيدين الرئيسيين لمرسوم الحمراء الذي طرد اليهود الذين رفضوا التنصر من إسبانيا عام 1492. كان عمه جوان دي توركومادا (1388 – 1468م). كاردينال إسباني، وراهب دومينيكاني.